# 布里布里區

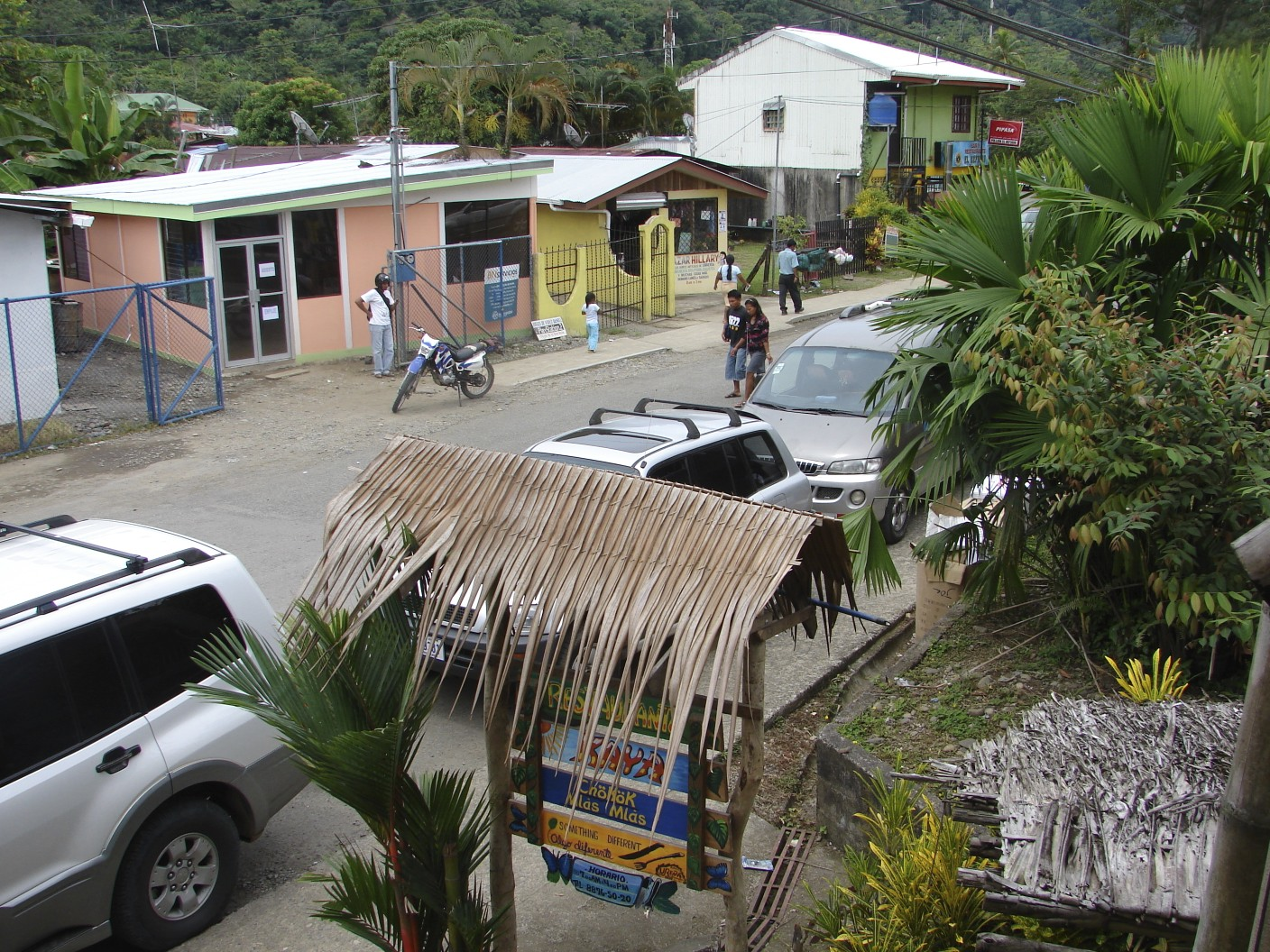

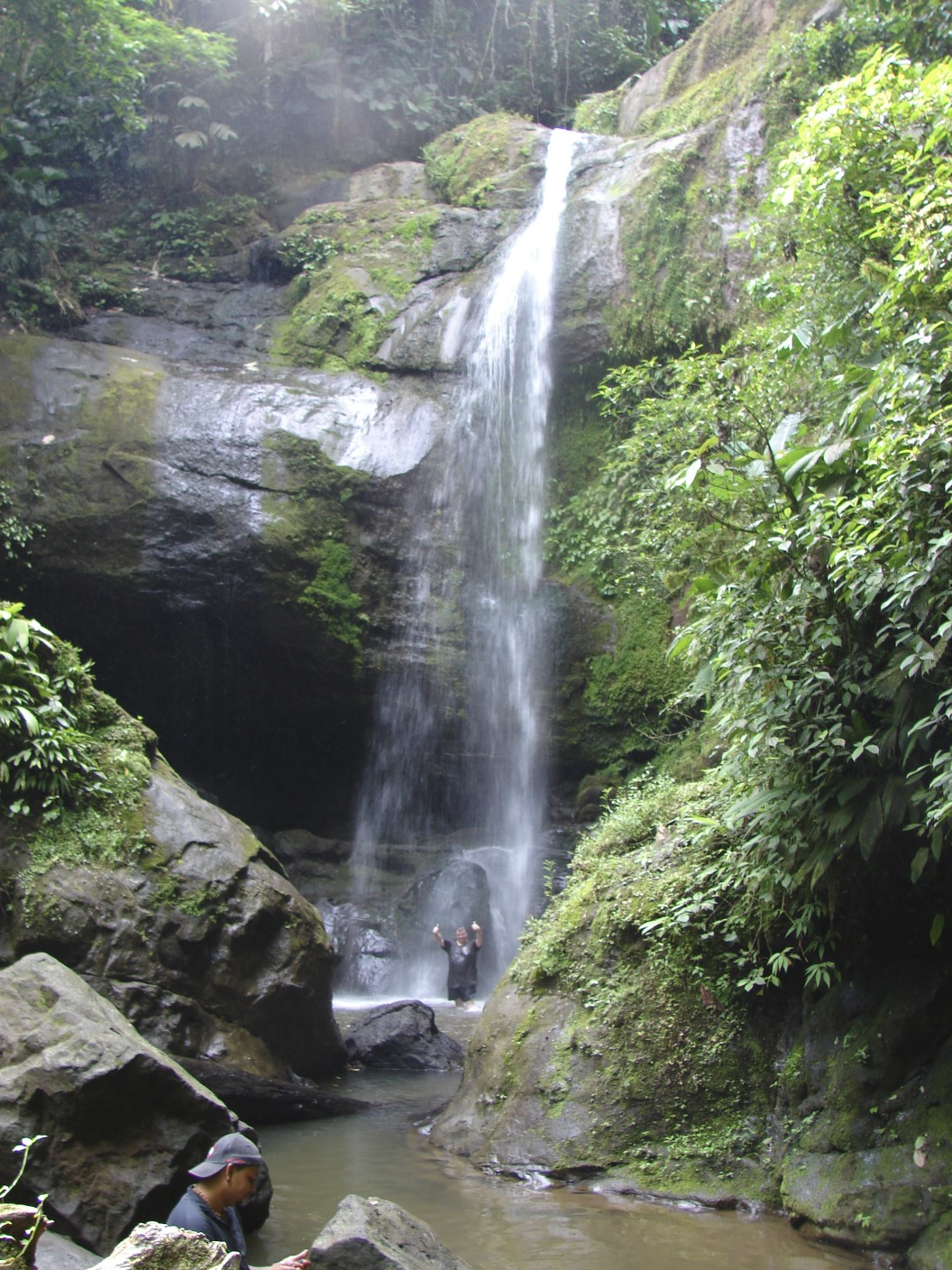

布里布里區（西班牙語：Bribri），是哥斯達黎加的一個區，位於該國東部利蒙省，處於錫克紹拉河以北1公里的塔拉曼卡山脈，海拔高度176米，2011年人口7,318。